# داشافاتارا

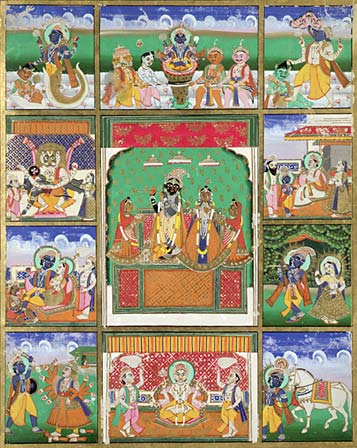

تشير داشافاتارا (السنسكريتية: दशावतार، daśāvatāra) إلى التجسدات العشرة الأساسية (أي الكاملة أو التامة) لفيشنو، إله الحماية الهندوسي الذي له أصول ريجفدية. يُقال إن فيشنو يهبط في شكل أفاتار لاستعادة النظام الكوني. تُستمد كلمة داشهافاتارا من داسا (daśa)، بمعنى «عشرة»، وأفاتار (avatāra)، التي تُعادل تقريبًا «التجسد».
تختلف قائمة الأفاتارات المضمنة باختلاف الطوائف والمناطق، خاصةً فيما يتعلق بإدراج بلاراما (شقيق كريشنا) أو غوتاما بودا. رغم أنه لا يمكن تقديم قائمة قياسية دون إثارة الجدل، فإن «القائمة الأكثر قبولًا الموجودة في البورانات وغيرها من النصوص هي [...] كريشنا، بوذا». تُستمد معظمها من مجموعة الشخصيات التالية وفق الترتيب: ماتسيا؛ كورما؛ فارها؛ ناراسيمها؛ فامانا؛ باراشوراما؛ راما كريشنا أو بالاراما؛ بوذا أو كريشنا؛ وكالكي. يحل كريشنا غالبًا محل فيشنو كمصدر لجميع الأفاتارات، في التقاليد التي تحذفه من القائمة. تتضمن بعض التقاليد إلهًا إقليميًا مثل فيتوبا أو جاغاناث في المرتبة قبل الأخيرة، ليحلان محل كريشنا أو بوذا. ظهرت جميع الأفاتارات باستثناء كالكي، الذي سيظهر في نهاية الكالي يوغا.
فُسر ترتيب مفهوم الداشافاتارا القديم بأنه يعكس التطور الدارويني الحديث.

## أصل الكلمة
«داشافاتارا» أو «داسافاتارا» ( (दशावताتعني «عشرة أفاتارات» أو «عشرة تجسيدات»:
«داش» أو «داسا» (दश) تعني «عشرة».
«أفاتارا» (अवतार) تعني «تجسد».

## وصف الأفاتارات
1 - ماتسيا، السمكة. يجد الملك فايفاسفتا مانو سمكة صغيرة في راحة يديه عند تقديمه التاربانا (قرابين المياه). يُبقى مانو على السمكة، التي تستمر في النمو، وفي النهاية يطلقها في المحيط، مدركًا أنها فيشنو. يُخبر فيشنو مانو عن الدمار القادم للعالم، من خلال الحرائق والفيضانات، ويوجه مانو إلى جمع «جميع مخلوقات العالم» وحمايتهم في قارب المبني من قبل الآلهة. عندما يأتي الطوفان (برالي)، يظهر فيشنو كسمكة عظيمة بقرن، يربطها مانو بالقارب، فيقودهم إلى بر الأمان.
2 - كورما، السلحفاة العملاقة. عندما كان الديفات والأسورات يخضون محيط الحليب للحصول على أمريتا، رحيق الخلود، بدأ جبل ماندارا، الذي كانوا يستخدمونه كأداة خض، يغرق فاتخذ فيشنو شكل سلحفاة لحمل وزن الجبل.
3 - فارها، الخنزير. ظهر ليهزم هيرنياكشا، الشيطان الذي استولى على الأرض، أو بريتفي، وحملها إلى قاع ما يُوصف بالمحيط الكوني (كما حدث في نظرية إثير) في القصة. يعتقد أن المعركة بين فارها وهيرنياكشا استمرت ألف عام، وانتصر فارها في النهاية. حمل فارها الأرض من المحيط بين أنيابه وأعادها إلى مكانها في الكون.
4 - ناراسيمها، نصف إنسان/نصف أسد. يلعن الحكيم ساناكا جايا وشقيقه فيجايا لأنهما عندما يمنعاه من رؤية فيشنو، بأن يُولدا ثلاث مرات على هيئة شياطين (أسورا) ليقتلهم فيشنو. يتحولان في ولادتهما الشيطانية الأولى إلى هيرنياكشا وهيرنياكاشيبو. يضطهد هيرنيكاشيبو الجميع بسبب معتقداتهم الدينية بمن فيهم ابنه الذي كان من أتباع فيشنو. كان يتمتع بحماية براهما، ولم يكن يمكن قتله بأي حال من الأحوال. ينزل فيشنو على هيئة تجسد مجسم، بجسد رجل ورأس ومخالب أسد. يتنزع أحشاء هيرنيكاشيبو، ويضع حدًا لاضطهاد البشر بمن فيهم تابعه برالادا.
5- فامانا، القزم. كان النزول الرابع لفيشنو، يتمكن الملك بالي، بالتفاني والتكفير، من هزيمة إندرا، إله السماء. ويخضع بهذا الآلهة الأخرى ويوسع سلطته على العوالم الثلاثة. لذا تناشد الآلهة فيشنو للحمايتهم فينزل بهيئة الصبي فامانا. خلال ياجنا (यज्ञ) الملك، يقترب فامانا منه ويعده بالي بكل ما يطلبه. يطلب فامانا ثلاث خطوات من الأرض. وعندما يوافق بالي، يغير القزم حجمه إلى حجم تريفكرما العملاق. يغطي بخطوته الأولى العالم الأرضي، ويغطي بالثانية العالم السماوي، وبذلك يغطي رمزيًا مسكن جميع الكائنات الحية. ثم يتخذ الخطوة الثالثة للعالم السفلي. يُدرك بالي أن فامانا كان تجسد لفيشنو. في إحترام، يعرض الملك رأسه كمكان ثالث لفامانا لوضع قدمه. يقبل الأفاتار ويمنح بذلك بالي الخلود ويجعله حاكم باتالا، العالم السفلي. تظهر هذه الأسطورة في الترتيلة 1.154 من الريجفدا وغيرها من النصوص الفيدية والبورانية.
6 - باراشوراما، المحارب ذو الفأس. هو ابن جاماديغني ورينوكا منح فأسًا كهبة، بعد التكفير لشيفا. هو أول براهمي-كشاتري في الهندوسية، أو محارب-حكيم، الذي توجب عليه اتباع دارما (طرق الفضيلة) كل من البراهمة وكذلك الكشاتريا. يتوقف الملك كارتافيريا أرجونا في إحدى المرات مع مجموعة الصيد التابعة له في أشراما جاماديغني، والد باراشوراما، يتمكن الحكيم من إطعامهم جميعًا بمساعدة البقرة المقدسة كامادينو. يطلب الملك البقرة، ولكن يرفض جاماديغني. فيغضب الملك ويأخذ البقرة بالقوة ويدمر الأشراما. يقتل باراشوراما الملك في قصره لاحقًا ويدمر جيشه. فيقتل أبناء كارتافيريا جاماديغني انتقامًا لأبيهم. يتعهد باراشوراما بقتل كل كشاتري على وجه الأرض إحدى وعشرين مرة، وملء خمس بحيرات بدمائهم. في النهاية، يظهر جده، ريشي روتشيكا، أمامه ويوقفه. وهو شيرانجيفي (خالد)، ويعتقد أنه حي اليوم للتكفير عن ذنبه في ماهيندراغيري. يعود إليه الفضل في إنشاء الحزام الساحلي كارناتاكا وكيرلا، برميه فأسه القوي وفقًا للأسطورة الهندوسية. إذ غارت المياه في المكان الذي هبط فيه الفأس في البحر، وأصبحت الأرض التي ظهرت نتيجةً لذلك تُعرف بساحل كارناتاكا وكامل كيرالا.
7- راما، أمير أيوديا وملكها. هو أفاتار شائع العبادة في الهندوسية، ويعتقد أنه نموذج مثالي لأمير عام لا يتمتع بقوى خارقة، رغم كونه تجسيدًا. تُروى قصته في الرامايانا، أحد أكثر الكتب المقدسة الهندوسية قراءةً. في أثناء وجوده في المنفى من مملكته مع شقيقه لاكشمان والإله هانومان، يختطف ملك شياطين لانكا، رافانا، زوجته سيتا. يسافر إلى لانكا، ويقتل الملك الشياطين وينقذ سيتا. يعود راما وسيتا إلى وطنهما ويتوجان. يُحتفل بيوم عودة الأمير راما إلى مملكة أيوديا في مهرجان ديوالي في جميع أنحاء الهند.
8- كريشنا، (أحيانًا في المرتبة «9» أو غير موجود «0») أو بلاراما:
8 - كريشنا هو الابن الثامن لديفاكي وفاسوديفا وابن ياشودا وناندا بالتبني. وهو إله معبود كثيرًا في الهندوسية، وبطل العديد من الأساطير، وخاصةً كانسا-فادا وماهابهاراتا ويُجسد العديد من الصفات مثل الحب والواجب والرحمة والمرح. يحتفل الهندوس بعيد ميلاد كريشنا كل عام في كريشنا جانماشتامي وفقًا للتقويم الهندوسي القمري، الذي يقع في أواخر أغسطس أو أوائل سبتمبر من التقويم الميلادي. يُصور كريشنا عادةً حاملًا فلوت في يده. ويعتبر كريشنا شخصية مركزية في ماهابهاراتا، وبهاغافا بورانا، وبهاغافاد غيتا.
[8] - يعتبر بلاراما، الأخ الأكبر لكريشنا، عمومًا أفاتار شيشا امتداد أنانتا، وهو شكل من أشكال الرب فيشنو. يُضمن بلاراما باعتباره الأفاتار الثامن لفيشنو في قوائم سري فايشنافا، حيث يُحذف بوذا ويظهر كريشنا باعتباره الأفاتار التاسع في هذه القائمة. ويُدرج بشكل خاص في القوائم التي يُحذف منها كريشنا ويصبح مصدر جميع الأفاتارات.
9 - بوذا؛ أحيانًا كريشنا، (أحيانًا في المرتبة «8» أو غير موجود «0») أو فيتوبا، أو جاغاناث.
9 - غوتاما بوذا، مؤسس البوذية، يُضمن عادةً باعتباره أفاتار فينشو في الهندوسية. يُصور بوذا أحيانًا في الكتب المقدسة الهندوسية كواعظ يخدع ويقود الشياطين والزنادقة بعيدًا عن مسار الكتب المقدسة الفيدية، لكن هناك وجهة نظر أخرى تشيد به معلمًا رحيمًا بشّر بنهج أهيمسا (اللاعنف).
[9] - كريشنا؛ عادةً في المرتبة «8»، وأحيانًا «0».
[9] - تحل صورة فيتوبا في ولايتي ماهاراشترا وغوا، محل بوذا باعتباره الأفاتار التاسع لفيشنو في بعض تماثيل المعابد والتقاويم الفلكية الهندوسية.
[9] - في بعض إبداعات أوديا الأدبية من أوديشا، يُعامل جاغاناث باعتباره الأفاتار التاسع، باستبدال بوذا.
10 - يوصف كالكي بأنه التجسد النهائي لفيشنو، الذي يظهر في نهاية كل كالي يوغا. سيكون فوق حصان أبيض وساحبًا سيفه، ملتهبًا مثل المذنب. يظهر فقط عندما تسود الفوضى والشر والاضطهاد، وتختفي الدارما، وينهي الكالي يوغا ويعيد بدء ساتيا يوغا ودورة أخرى من الوجود.